# ΜClinux

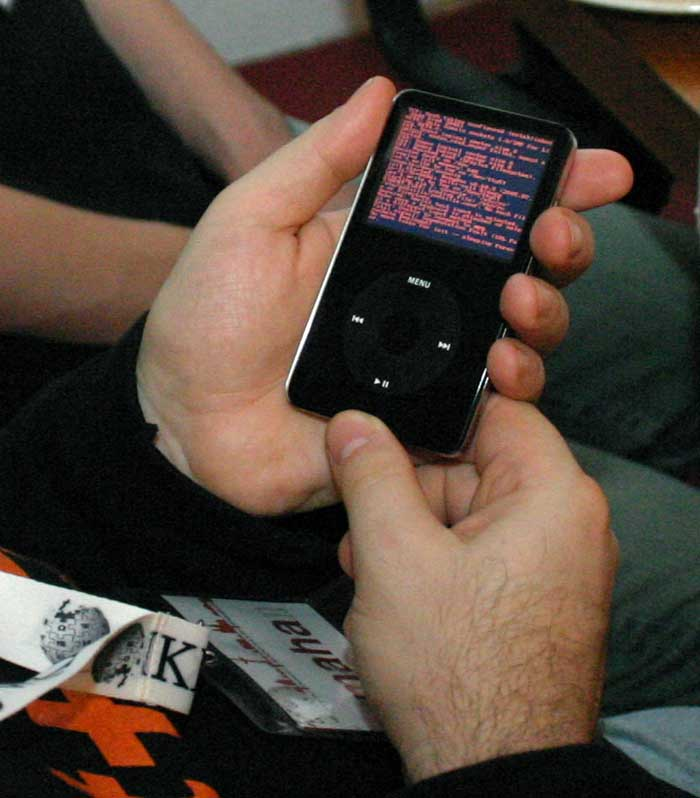

µClinux (o uClinux en ASCII estándar) es un proyecto destinado a portar Linux a dispositivos sin unidades de manejo de memoria (Linux embebido). Gracias a este, es posible contar con otros proyectos como iPodLinux.
Actualmente está auspiciado por Arcturus Networks y Cyberguard.
Originalmente fue creado para portar el núcleo Linux al microprocesador integrado Motorola MC68328: DragonBall. Su primer sistema portado fue el PalmPilot, específicamente al TRG SuperPilot Board, hoy descontinuado.
Con este proyecto se puede contar con Linux en iPods, celulares, DVDs y el procesador Intel i960.